# Michel Der Zakarian
Michel Der Zakarian (orm. Միքայել Տեր–Զաքարյան, Mikajel Ter–Zakarian; ur. 18 lutego 1963 w Erywaniu) – ormiański piłkarz grający na pozycji środkowego obrońcy. Posiada także obywatelstwo francuskie.

## Kariera klubowa
Der Zakarian urodził się w ormiańskim Erywaniu, jednak w młodym wieku wyemigrował z rodzicami do Francji. W 1969 roku podjął treningi w amatorskim klubie Vivaux Marronniers Sports, a w latach 1974–1979 trenował w AS Mazargues. Pierwszym profesjonalnym klubem w karierze Michela było FC Nantes, do którego trafił latem 1979. W 1981 roku awansował do kadry pierwszej drużyny prowadzonej przez trenera Jeana Vincenta i wtedy też zadebiutował w jego barwach w Ligue 1. O miejsce w składzie rywalizował z reprezentantami Francji: Maxime’m Bossisem, Patrice’m Rio i Williamem Ayache. Swoje pierwsze sukcesy z „Kanarkami” osiągnął w 1983 roku, gdy zdobył Puchar Francji oraz sięgnął po mistrzostwo Francji. Miał jednak niewielki udział w obu sukcesach – w lidze rozegrał zaledwie jedno spotkanie. Jednak w sezonie 1984/1985 był już podstawowym zawodnikiem zespołu i został z nim wicemistrzem kraju, a osiągnięcie to powtórzył także rok później. Do lata 1988 rozegrał dla Nantes 140 meczów, w których zdobył jednego gola.
Po siedmiu sezonach spędzonych w Nantes Der Zakarian odszedł do innego pierwszoligowca, Montpellier HSC. Tam podobnie jak w Nantes stał się podstawowym zawodnikiem. W 1991 roku zdobył z tym klubem, prowadzonym wówczas przez Henryka Kasperczaka, Puchar Francji. Z kolei w 1992 roku zespół pod wodzą polskiego trenera wywalczył Puchar Ligi Francuskiej. W 1994 roku Michel wraz z Montpellier wystąpił zarówno w finale francuskiego pucharu, jak i pucharu ligi, ale oba te mecze przegrał – odpowiednio 0:3 z AJ Auxerre i 2:3 z RC Lens. W sezonie 1996/1997 Der Zakarian stracił miejsce w składzie i po rozegraniu 3 spotkań w Ligue 1 postanowił zakończyć piłkarską karierę.
| Sezon   | Klub            | Kraj    | Rozgrywki | Mecze | Bramki |
| ------- | --------------- | ------- | --------- | ----- | ------ |
| 1981/82 | FC Nantes       | Francja | Ligue 1   | 15    | 0      |
| 1982/83 | FC Nantes       | Francja | Ligue 1   | 1     | 0      |
| 1983/84 | FC Nantes       | Francja | Ligue 1   | 3     | 0      |
| 1984/85 | FC Nantes       | Francja | Ligue 1   | 33    | 0      |
| 1985/86 | FC Nantes       | Francja | Ligue 1   | 36    | 0      |
| 1986/87 | FC Nantes       | Francja | Ligue 1   | 31    | 0      |
| 1987/88 | FC Nantes       | Francja | Ligue 1   | 21    | 1      |
| 1988/89 | Montpellier HSC | Francja | Ligue 1   | 32    | 0      |
| 1989/90 | Montpellier HSC | Francja | Ligue 1   | 24    | 0      |
| 1990/91 | Montpellier HSC | Francja | Ligue 1   | 20    | 0      |
| 1991/92 | Montpellier HSC | Francja | Ligue 1   | 32    | 2      |
| 1992/93 | Montpellier HSC | Francja | Ligue 1   | 32    | 2      |
| 1993/94 | Montpellier HSC | Francja | Ligue 1   | 31    | 3      |
| 1994/95 | Montpellier HSC | Francja | Ligue 1   | 33    | 3      |
| 1995/96 | Montpellier HSC | Francja | Ligue 1   | 26    | 5      |
| 1996/97 | Montpellier HSC | Francja | Ligue 1   | 3     | 0      |

## Kariera reprezentacyjna
W reprezentacji Armenii Der Zakarian zadebiutował 31 sierpnia 1996 roku w zremisowanym 0:0 meczu eliminacji Mistrzostw Świata 1998 z Portugalią. W kadrze narodowej do 1997 roku rozegrał 8 spotkań.

## Kariera trenerska
Po zakończeniu kariery Der Zakarian został trenerem. Trenował trzecią, następnie drugą drużynę Montpellier HSC. W październiku 2006 zaczął pracować w FC Nantes. W czerwcu 2007 na stanowisku pierwszego trenera zastąpił Georges’a Eo, a pomocnikiem Ormianina został Czadyjczyk Japhet N’Doram. Wiosną 2008 zajął z Nantes drugie miejsce w Ligue 2 i powrócił z klubem do pierwszej ligi. Po słabym starcie sezonu 2008/2009 został zwolniony po sierpniowych spotkaniach ligowych. W latach 2009–2012 trenował Clermont Foot. Od 2012 roku do końca sezonu 2015/16 ponownie prowadził Nantes. W maju 2016 roku został szkoleniowcem Stade de Reims, jednak odszedł w 2017 roku do Montpellier HSC. Prowadził go do końca sezonu 2020/2021, po czym przeszedł do Stade Brestois 29.